# Dioráma

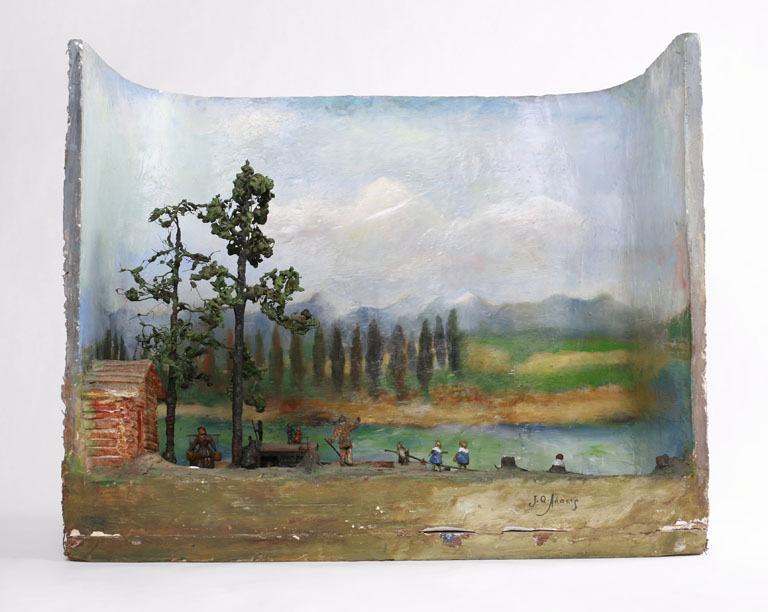
Dereglyét ábrázoló dioráma az Indianapolisi Gyermekmúzeumban

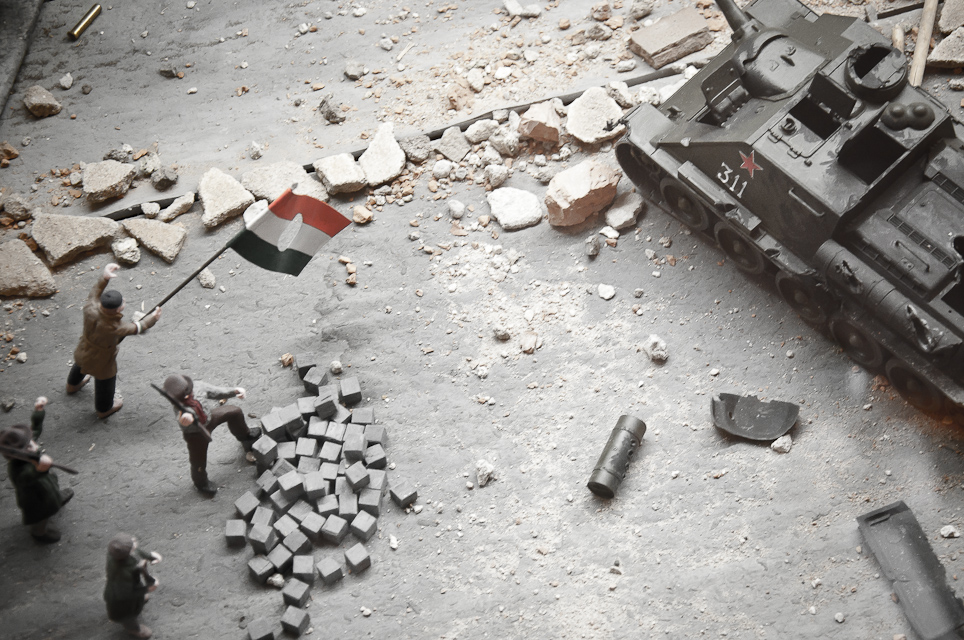
Az ópusztaszeri Nemzeti Történeti Emlékpark koronás jurta elnevezésű épületében kiállított egyik „Corvin köz 1956” című diorámája

A dioráma eredetileg a fényképezést megelőző négy látványélmény egyike volt. Napjainkban a dioráma  háromdimenziós múzeumi/kiállítási makettet jelent.

## Nevének eredete
Neve a görög dia („át”) és horama („látvány”) szavakból származik.

## Kialakulása
A klasszikus dioráma különböző világítási módszerekkel a kép idő- és térbeli változását tudja érzékeltetni. A képet egy olajjal, viasszal átitatott transzparens vászonra festették, mögötte egy sor színezett, vékony selyemből készített további vászon helyezkedett el, amiket zsinórral mozgattak. A képeket olajégőkkel vagy petróleumlámpákkal világították meg, így a képben érzékelhetőek lettek a mozgások, a felhők mozgása, a víz hullámzása vagy a napszakok változása.
Louis Daguerre 1822 júliusában nyitotta meg Charles-Marie Boutonnal közös dioráma-színházát. Daguerre 1834-től „kettős” diorámákat mutatott be. A vászon mindkét oldalára festett képet, a vásznat pedig elölről és hátulról is megvilágította, és különböző színű szűrőkkel színes megvilágítást is alkalmazott. A Daguerre-féle diorámát Berlinben Walter Gropius tökéletesítette. Prágában található egy mai napig is működő dioráma.

## A modern dioráma
Napjainkban a dioráma kifejezés jelentése kibővült, illetve átalakult, és gyakorlatilag a makettezést jelenti. A diorámák egy tájat, jelenetet, tevékenységet, történelmi eseményt stb. mutatnak be, három dimenzióban. Tipikus felhasználási területük a múzeumi kiállításokon való felhasználás.
A dioráma, azaz makettkészítés tipikus szabadidős hobbitevékenység is. Alapját a különféle, többnyire műanyagból készült, építhető makettek adják. A legnépszerűbb méretarányok az 1 : 35 és az 1 : 48; az ennél kisebb méretarányokat a részletgazdagság csökkenése miatt ritkán alkalmazzák.

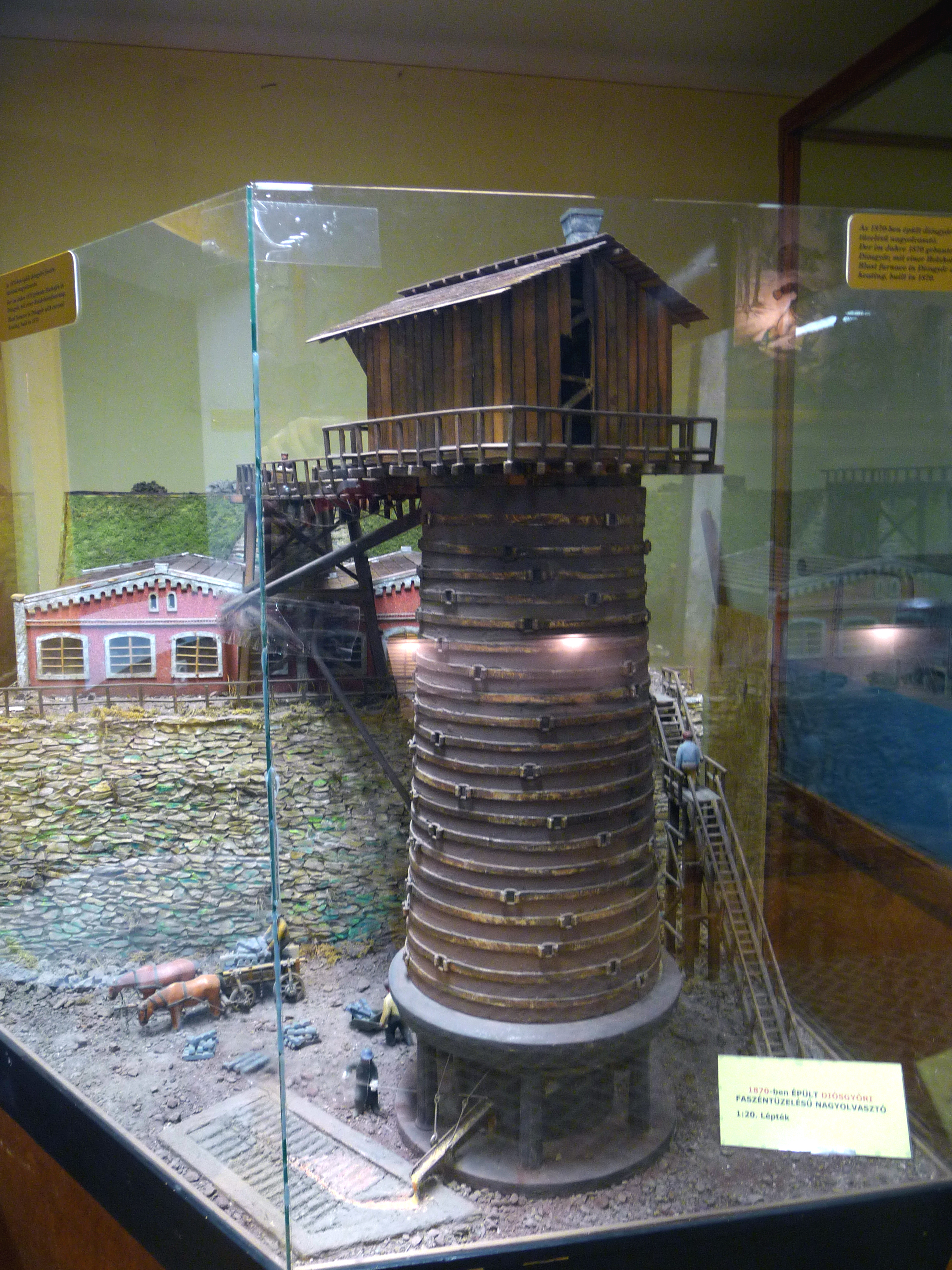
Dioráma a Kohászati Múzeumban (1870-ben épült diósgyőri faszéntüzelésű nagyolvasztó)
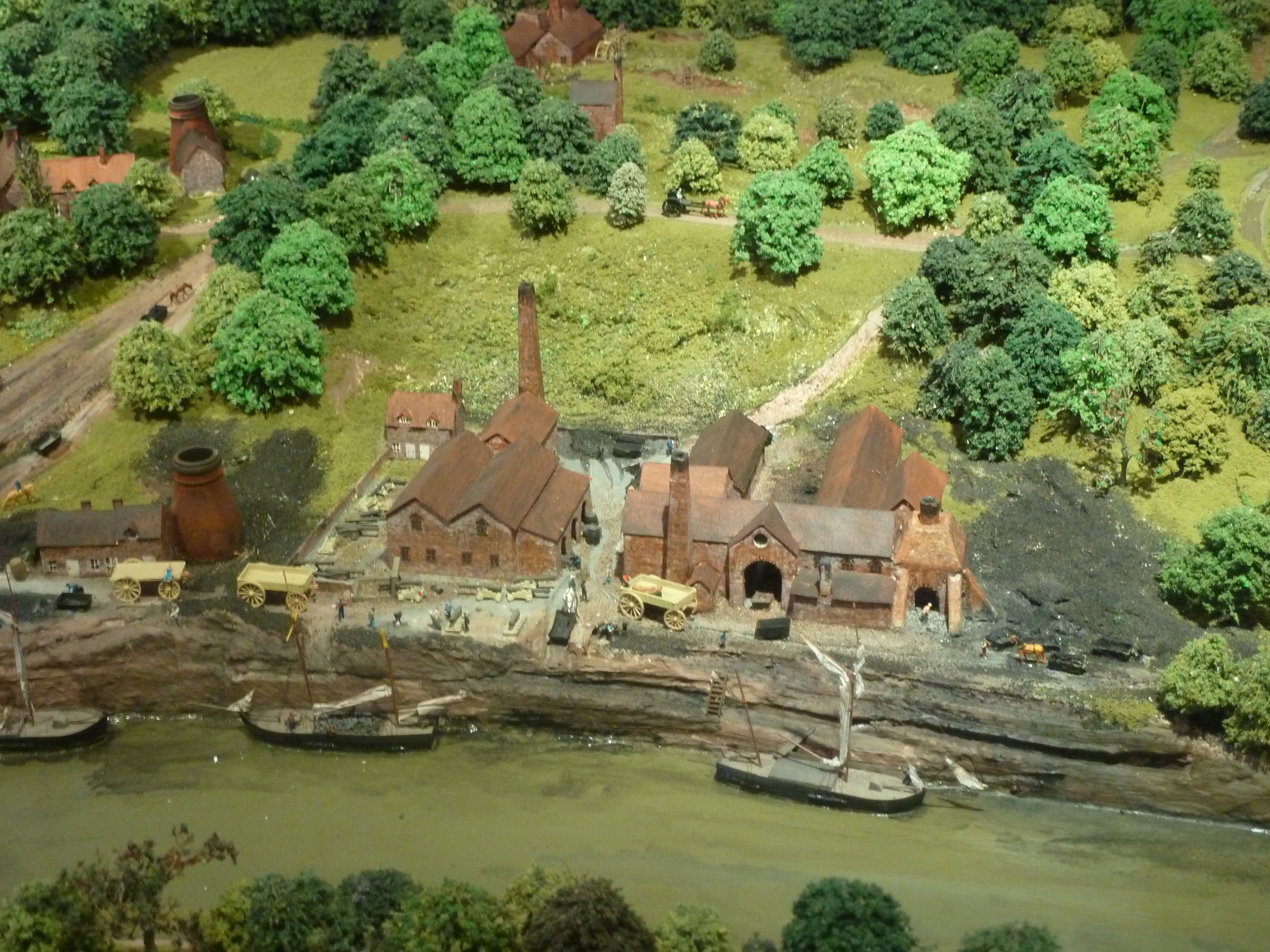
Angliai vasmű diorámája (Museum of the Gorge)
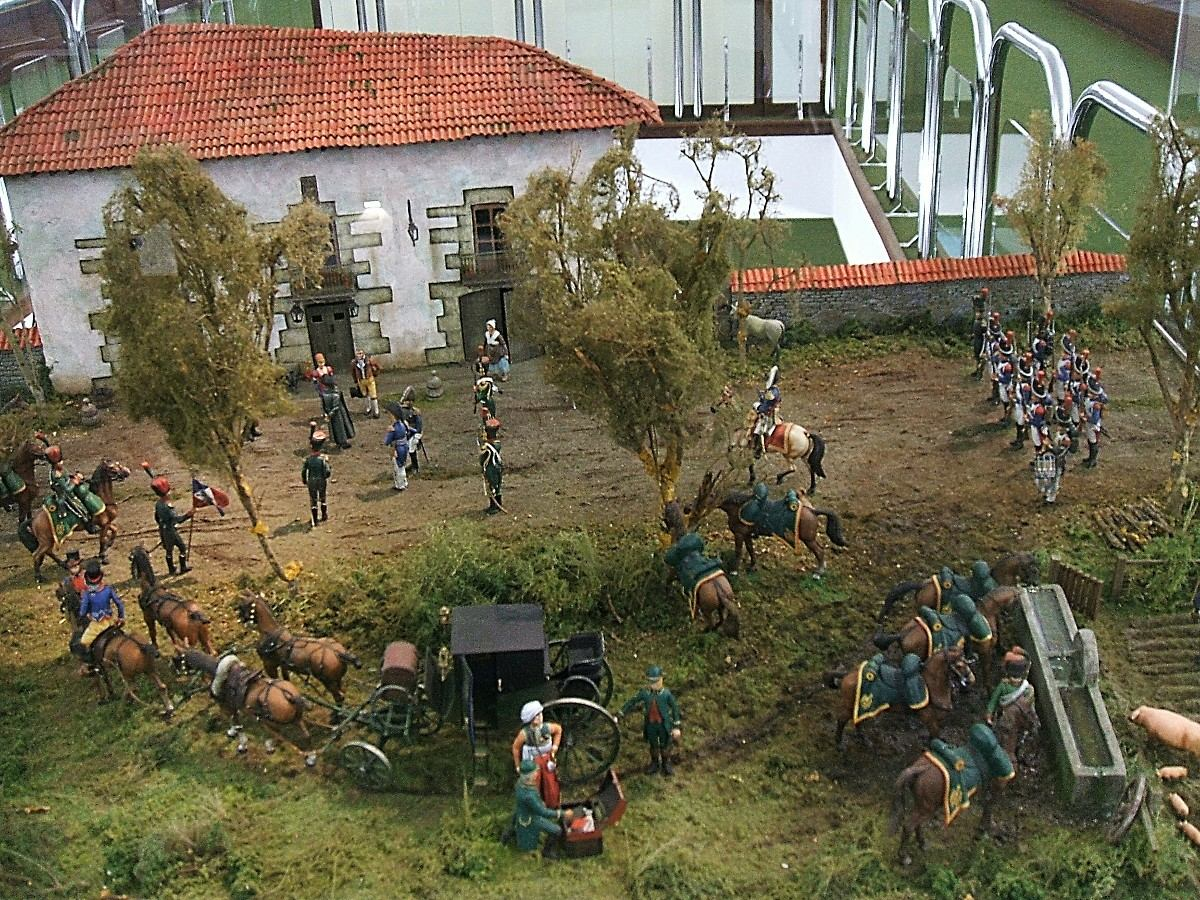
Dioráma a napóleoni háborúk egy spanyolországi jelenetével (Museo de Armería de Álava)
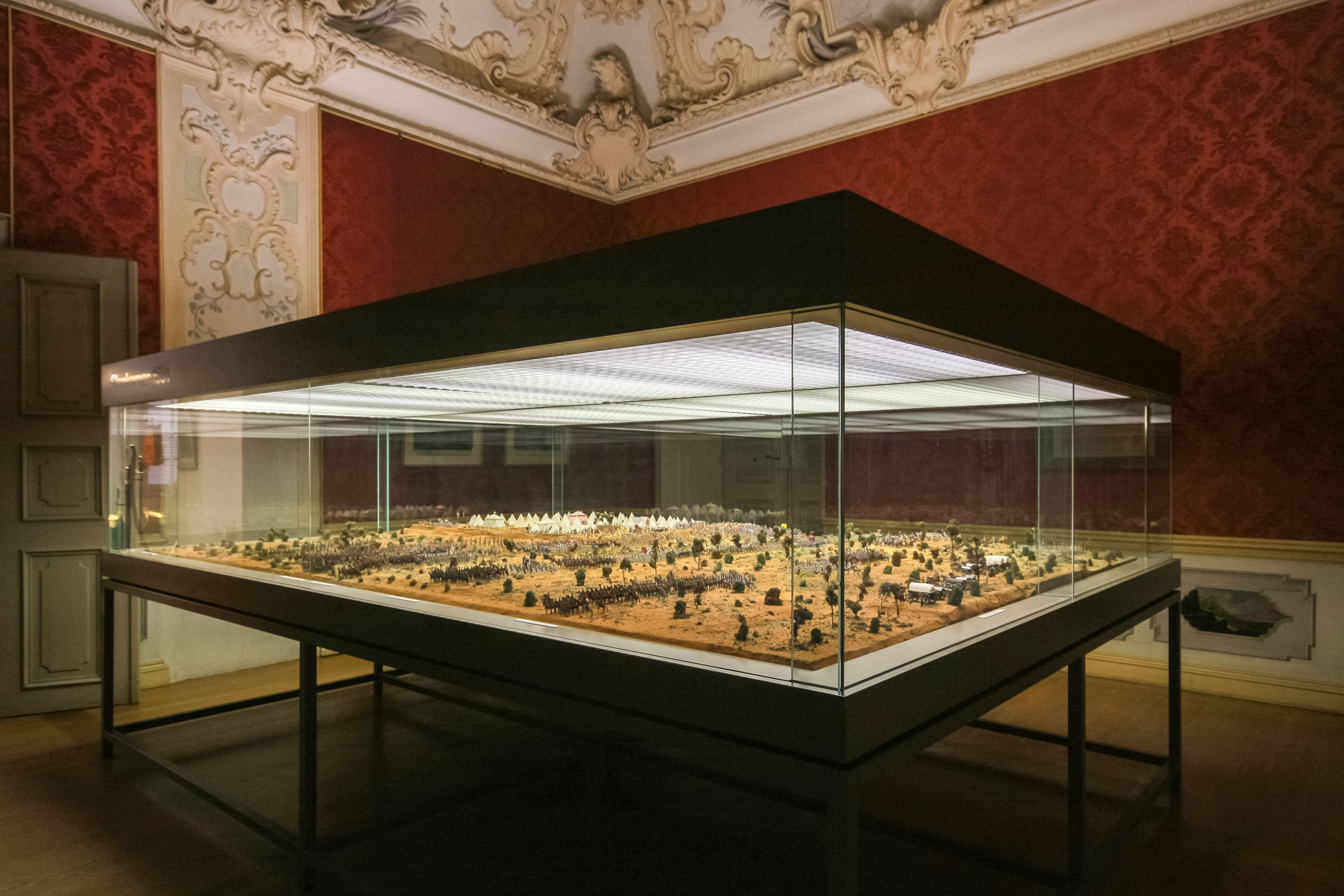
A szalánkeméni csata diorámája a rastatti Hadtörténeti Múzeumban (WGM Rastatt)

## Fordítás
- Ez a szócikk részben vagy egészben  a   Diorama című angol Wikipédia-szócikk ezen változatának fordításán alapul.  Az eredeti cikk szerkesztőit annak laptörténete sorolja fel. Ez a jelzés csupán a megfogalmazás eredetét és a szerzői jogokat jelzi, nem szolgál a cikkben szereplő információk forrásmegjelöléseként.